# راکی (خواننده)
پارک مین هیوک (کره‌ای: 박민혁؛ زادهٔ ۲۵ فوریه ۱۹۹۹) که بیشتر با نام هنری راکی (کره‌ای: 라키؛ انگلیسی: Rocky) شناخته می‌شود، رقصنده، رپر، خواننده، بازیگر و آهنگساز اهل کره جنوبی است. او در سال ۲۰۱۶ به عنوان رقصنده و رپر اصلی گروه پسرانهٔ کره‌ای آسترو فعالیت خود را آغاز کرد. در ۲۸ فوریه ۲۰۲۳، پس از اتمام قرارداد راکی با فنتجیو، اعلام شد که او گروه آسترو را ترک کرده‌است.

## فیلم‌شناسی

### مجموعه تلویزیونی
| سال  | عنوان           | نقش | توضیحات      | منابع |
| ---- | --------------- | --- | ------------ | ----- |
| ۲۰۱۵ | پشتکار گو هه را |     | حضور افتخاری |       |

### مجموعه اینترنتی
| سال  | عنوان                            | نقش           | توضیحات               | منابع |
| ---- | -------------------------------- | ------------- | --------------------- | ----- |
| ۲۰۱۵ | ادامه دارد                       | خودش          |                       | [ ۳ ] |
| ۲۰۱۶ | برخی از دستورالعمل‌های رمانتیک من |               | حضور افتخاری (قسمت ۶) |       |
| ۲۰۱۷ | انتقام شیرین                     | خودش          | حضور افتخاری          |       |
| ۲۰۱۹ | سول پلیت                         | فرشته راویل   |                       | [ ۴ ] |
| ۲۰۲۱ | اگه می‌تونی پیدام کن              | چوی جونگ سانگ |                       |       |
| ۲۰۲۱ | هیانگ‌جون جوان                    | لی مونگ ریونگ |                       | [ ۵ ] |
| ۲۰۲۲ | شکستن ستاره تازه‌کار              | وی هیون       |                       | [ ۶ ] |

### برنامه تلویزیونی
| سال        | عنوان                  | نقش        | توضیحات      | منابع  |
| ---------- | ---------------------- | ---------- | ------------ | ------ |
| ۲۰۱۱       | کره استعداد دارد       | شرکت کننده |              | [ ۷ ]  |
| ۲۰۱۶       | هیت د استیج            | شرکت کننده | قسمت ۵–۶     | [ ۸ ]  |
| ۲۰۲۰–اکنون | آیدل کار می‌کند         | مجری       |              | [ ۹ ]  |
| ۲۰۲۱       | پادشاه خواننده نقابدار | شرکت کننده | قسمت ۳۰۵–۳۰۶ | [ ۱۰ ] |

### برنامه اینترنتی
| سال  | عنوان                    | نقش         | منابع         |
| ---- | ------------------------ | ----------- | ------------- |
| ۲۰۱۸ | دنس وار                  | شرکت کننده  | [ ۱۱ ]        |
| ۲۰۲۱ | سخت کار کن سخت بازی کن   | دستیار مدیر | [ ۱۲ ] [ ۱۳ ] |
| ۲۰۲۱ | Ready, Set, CAST         | خودش        | [ ۱۴ ]        |
| ۲۰۲۱ | اکس: خط پایان، آغاز جدید | وو جو       | [ ۱۵ ]        |
| ۲۰۲۲ | اکس: اس‌اس‌جی              | وو جو       | [ ۱۶ ]        |